# Léon Cornil
Léon Eugène Cornil, né le 7 novembre 1882 à Ixelles et mort le 19 novembre 1962 à Bruxelles, est un professeur de droit pénal et de procédure pénale à l'Université libre de Bruxelles et Procureur général à la Cour de Cassation. Il est également l'un des représentants de l'École de Bruxelles.

## Biographie

### Jeunesse
Fils de Modeste Cornil, Léon Cornil grandit au sein d’une famille de professionnels du droit et va baigner dans cet univers dès son plus jeune âge grâce notamment à son père et son frère, Georges Cornil, tous deux magistrats et professeurs à la Faculté de droit de l’ULB,.

### Scolarité
Il fit ses humanités à l’Athénée d’Ixelles en option gréco-latine. Il commença en 1900 ses études de Droit à l’Université de Bruxelles et les termina 5 ans plus tard en obtenant son diplôme et son doctorat avec la plus grande distinction.

### Carrière professionnelle
Léon Cornil eut une carrière bien remplie entre ses fonctions judiciaires, son travail d’enseignant, ses multiples écrits ainsi que ses postes dans des associations scientifiques. 

#### Université libre de Bruxelles
Lors de sa première année en tant qu’enseignant, il donna le cours de droit civil avec Eugène Hanssens et René Marcq. Après quoi, il reprit en tant que professeur ordinaire cette matière. Il fut également titulaire du cours de droit pénal et de procédure pénale pendant près de 20 ans. 
Il fut, de juillet 1936 à juillet 1945, titulaire du cours de criminologie. En effet, il est le principal promoteur de cette partie de la science pénale et souhaite étudier les phénomènes liés à la criminalité à travers d'autres disciplines que le droit. C’est, en 1935 qu’il créa l'École de criminologie qui va être rebaptisée après la Seconde Guerre mondiale en École des sciences criminologiques Léon Cornil.   
En parallèle à sa fonction d’enseignant, il joua un rôle important au sein de l'Université de Bruxelles et de son organe administratif. Il fut nommé Vice-président en 1936 et réélu à cette fonction en 1939 et Membre permanent du Conseil d’administration.  

#### Judiciaire

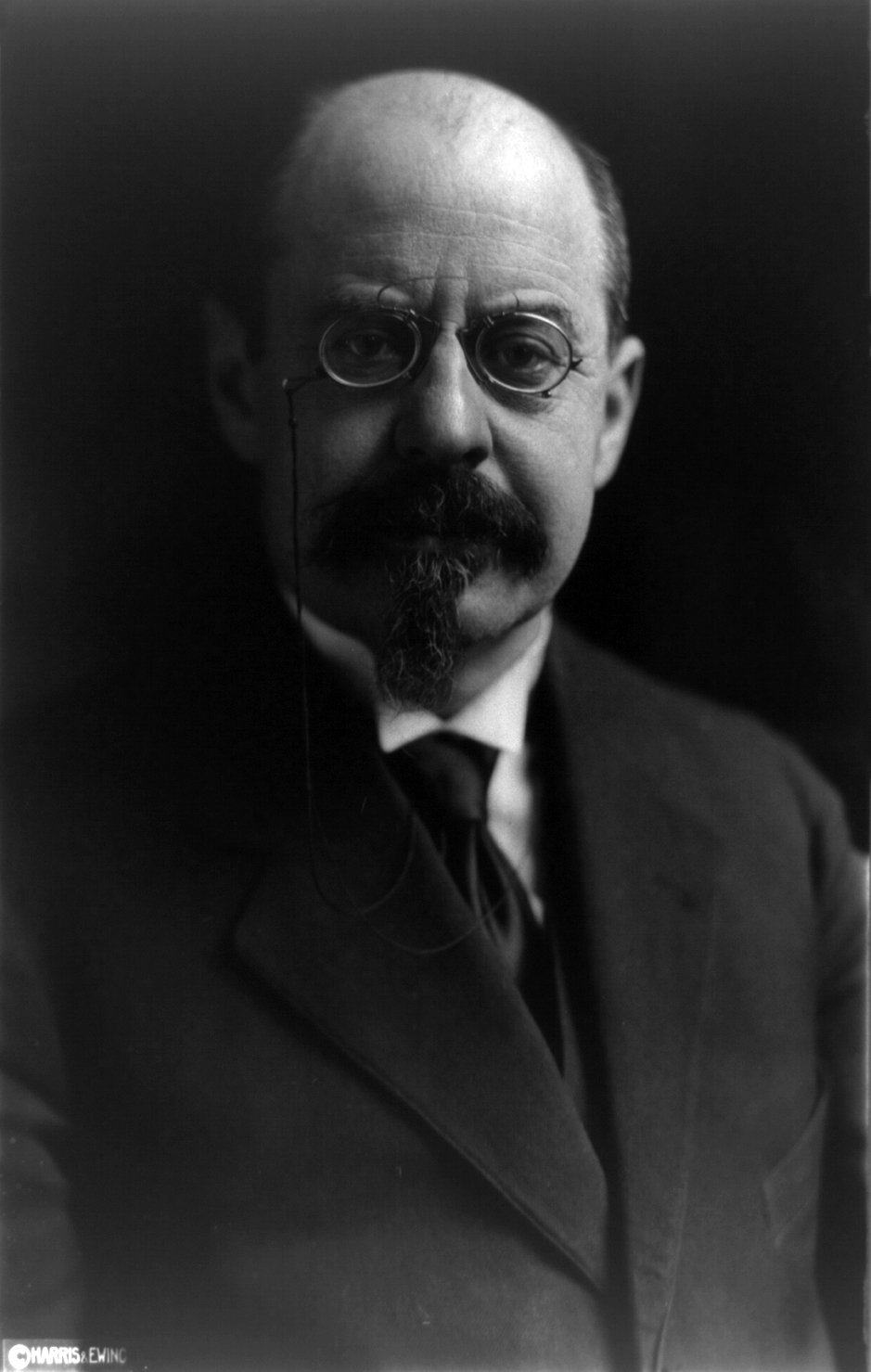
Émile Vandervelde en 1919

Dès l’obtention de son diplôme, Léon Cornil entreprit une formation d'avocat. En 1905, il commencera son stage au Barreau de Bruxelles, son maître de stage fut Maître Kleyers et son frère George Cornil. Il sera, par la suite, stagiaire au Parquet de Bruxelles. 
Le 9 juillet 1909, il fut nommé Substitut du Procureur du Roi au Parquet de Bruxelles. Il exerça cette fonction sous la supervision de MM. Nagels et Georges Holvoet. 
Au lendemain de la première guerre mondiale, dès le mois de novembre 1918, et ce par Arrêté Royal du 16 décembre 1918, Léon Cornil fut appelé à la tête du cabinet d'Émile Vandervelde qui, lui-même, fut appelé à prendre le poste de ministre de la justice,. C’est le 15 novembre 1919 que Léon Cornil abandonna ce poste pour retourner se consacrer à la magistrature. 
À cette même date, il fut nommé substitut du Procureur Général à la cour d’appel de Bruxelles jusqu'en janvier 1922, où il travaillait sous la direction de Jean Servais. En 1922 où il fut nommé au poste de Procureur du Roi au Parquet de Bruxelles et ce jusqu’en novembre 1928. 
Lorsque Jean Servais quitta ses fonctions, en 1928, il fut Procureur général à la cour d’appel de Bruxelles. 
En janvier 1940, il fut nommé Premier Avocat général à la Cour de Cassation. Il aurait dû, en 1942, être appelé aux fonctions de Procureur général de cette même Cour après le départ d’Adolphe Gesché mais une ordonnance allemande lui interdit d'exercer une fonction publique. Il fut donc contraint de suspendre jusqu’à la fin de l’occupation ses occupations à la Cour.
Il exerça les fonctions de Procureur général de 1944 à 1953. 
Il comptait prendre sa retraite en 1952 mais, sous les insistances des avocats généraux, il consentit à retarder son départ. Selon lui, il était temps de laisser sa place car il n'arrivait plus à diriger avec aisance les réunions hebdomadaires des magistrats de son parquet (réunions qu’il avait lui-même instituées). 
Il prend sa retraite en 1953.

### Vie privée
Il épouse, en 1906, Marguerite Anspach (1883-1983) également appelée Daisy qu’il rencontra lors de son stage réalisé chez Maître Kleyers. Marguerite est une descendante du bourgmestre Jules Anspach, homme politique libéral. Ensemble, ils eurent trois enfants : Maurice Cornil, Henri Cornil et Thérèse Cornil. Seul Maurice poursuit les traces de son père dans l'organisation judiciaire et dans l’enseignement universitaire.

## Engagements
Lors de la Seconde Guerre mondiale, Léon Cornil fut vice-président du Conseil d’administration de l'ULB et c’est en cette qualité qu’il prit la décision, avec son ami René Marcq, le 25 novembre 1941 de suspendre les cours l’Université Libre de Bruxelles en réponse aux velléités allemandes qui voulaient faire de cette université, l’Université du IIIe Reich. Cela lui valut une incarcération à la Citadelle de Huy, le 10 décembre 1941 jusqu’en mars 1942. 
Il fut arrêté une seconde fois et enfermé à la prison de Saint-Gilles pour avoir créé une caisse de soutien et d’assistance aux magistrats sans fortune qui avaient été démis de leurs fonctions par les nazis. 

## Autres fonctions
Il est également membre de diverses associations scientifiques et d’institutions : l’association des anciens diplômés de la faculté de droit et de criminologie, l’Institut Jules Bordet, Académie royale des Sciences, des Lettres et des Beaux arts de Belgique, Académie Royale des Lettres et des Sciences morales et politiques.

## Œuvres
On[Qui ?] l'appelait le « chef de l’École pénale belge » dû à sa grande influence en cette matière. Il influença énormément les institutions pénales belges. 
Il prit part notamment à/au : 
- La loi du 7 avril 1919 instituant la police judiciaire près des parquets qui, en faisant directement dépendre de l'autorité et de la direction du PR et du procureur général.
- La loi du 23 août 1919 qui a modifié la procédure devant la Cour d’assises et notamment institué la participation du jury à l'application des peines.
- La loi du 24 octobre 1919 qui a modifié l’organisation judiciaire des tribunaux de première instance, des tribunaux de commerce ainsi que des cours d’appel, accentua le caractère contradictoire des débats devant la chambre du conseil et la chambre des mises en accusation et institua le juge unique.
- Projet d’Emile Vandervelde : les prisons-écoles. Ce qui amorça une grande refonte du système pénitentiaire belge.

Son œuvre la plus marquante fut la loi de défense sociale à l’égard des anormaux et des délinquants d’habitude du 9 avril 1930 dont il fut le promoteur.

## Distinction honorifique
Par arrêté royal du 31 décembre 1953, Sa Majesté le Roi lui décerna le Grand Cordon de l’Ordre de Léopold.  Il reçut également, à deux reprises, des Lettres de noblesse ainsi qu’un titre de Vicomte qu'il refusa à chaque fois.